# Jaguaré (distrito de São Paulo)
Jaguaré es un distrito ubicado en la zona oeste de la ciudad de Sao Paulo, Brasil. Administrativamente, junto con los distritos de Barra Funda, Perdizes, Vila Leopoldina, Lapa y Jaguara, pertenece a la subprefectura de Lapa. 

## Distritos limítrofes
- Municipio de Osasco (oeste y norte)
- Vila Leopoldina (noreste)
- Alto de Pinheiros (este)
- Butantã (sureste)
- Rio Pequeno (suroeste)